# Das Damengambit
Das Damengambit (Originaltitel: The Queen’s Gambit) ist eine US-amerikanische Drama-Miniserie, die von Scott Frank und Allan Scott entwickelt wurde. Die Hauptrolle des fiktiven Schachgenies Elizabeth „Beth“ Harmon spielt Anya Taylor-Joy. Die Serie basiert auf dem Roman Das Damengambit (The Queen’s Gambit) von Walter Tevis aus dem Jahr 1983. Die Veröffentlichung fand am 23. Oktober 2020 auf Netflix statt.

## Handlung
Elizabeth „Beth“ Harmon wächst in den 1950er Jahren als Waise in einem Waisenhaus in Kentucky auf. Dort entdeckt sie ihr Talent zum Schachspiel und möchte in diesem männerdominierten Sport bestehen und Weltmeisterin werden. Dabei verstärkt ihre im Heim erworbene Medikamenten- und später auch Alkoholabhängigkeit ihre Obsession für das Schachspiel, steht ihr aber zugleich im Weg.

## Produktion
Im März 2019 hatte Netflix der Produktion mit Anya Taylor-Joy in der Hauptrolle einen Serienauftrag bestehend aus sechs Episoden erteilt. Die Serie entstand unter der Regie von Scott Frank, der mit Allan Scott auch das Drehbuch entwickelte. Für das Szenenbild verantwortlich war Uli Hanisch, das Kostümbild verantwortete Gabriele Binder.
Die Dreharbeiten begannen im August 2019 in Cambridge (Ontario). Auch in Berlin im Rathaus Spandau und im Meistersaal (für den Handlungsort Cincinnati), im Palais am Funkturm (für den Handlungsort Las Vegas), vor dem Bode-Museum und im Haus Cumberland (für den Handlungsort Paris), Friedrichstadtpalast für den Handlungsort Mexiko-Stadt, Bärensaal, Rosengarten und Karl-Marx-Allee (für den Handlungsort Moskau) und Umgebung fanden Dreharbeiten statt. Als Motiv für die Außenaufnahmen des Waisenhauses diente Schloss Schulzendorf bei Berlin, dessen Turm digital verändert wurde. Die Außenansicht von Bennys Wohnung, Handlungsort New York, wurde in Toronto aufgenommen.
Berater waren unter anderem der frühere Schachweltmeister Garri Kasparow und der US-amerikanische Schachtrainer Bruce Pandolfini.

## Besetzung und Synchronisation
Die Synchronisation der Serie wurde bei der Iyuno Germany nach einem Dialogbuch und unter der Dialogregie von Dirk Müller erstellt.

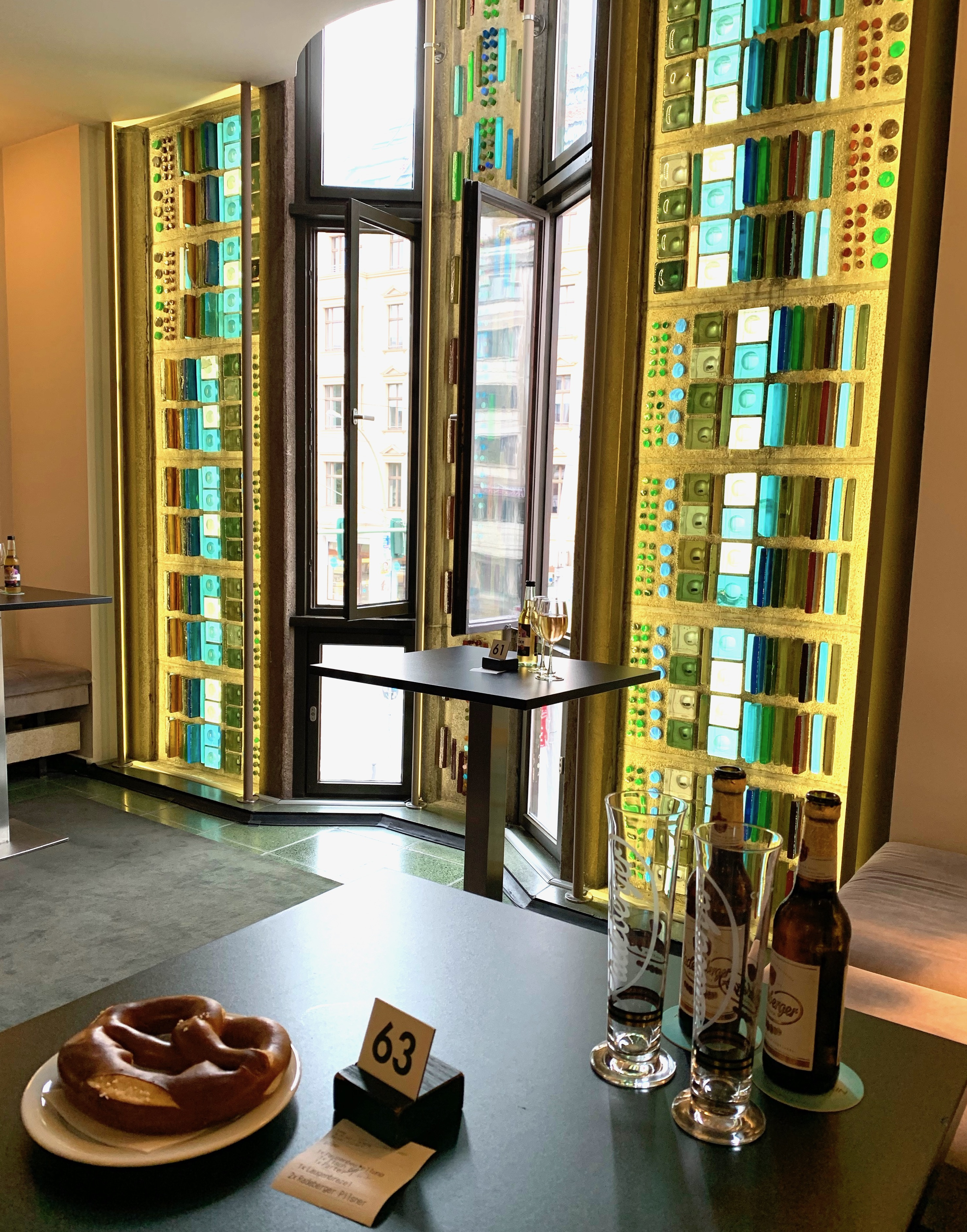
Innenraum des Friedrichstadtpalasts in Berlin, Drehort für die Szene "Turnier in Mexiko" der Episode 4

### Hauptrollen
| Rolle                   | Darsteller             | Episoden  | Synchronsprecher       |
| ----------------------- | ---------------------- | --------- | ---------------------- |
| Elizabeth „Beth“ Harmon | Anya Taylor-Joy        | 1–7       | Lina Rabea Mohr        |
| Elizabeth „Beth“ Harmon | Isla Johnston (jung)   | 1–2, 4, 7 | Johanna Schmoll (jung) |
| Mr. Shaibel             | Bill Camp              | 1–4       | Rainer Doering         |
| Jolene                  | Moses Ingram           | 1–2, 6–7  | Giovanna Winterfeldt   |
| Helen Deardorff         | Christiane Seidel      | 1–2, 7    | Sarah Riedel           |
| Miss Lonsdale           | Rebecca Root           | 1, 7      | Philippa Jarke         |
| Alice Harmon            | Chloe Pirrie           | 1–3, 5–7  | Eva Thärichen          |
| Mr. Fergusson           | Akemnji Ndifornyen     | 1–2, 7    | Jan Kurbjuweit         |
| Vasily Borgov           | Marcin Dorociński      | 1, 4–7    | Martin Schubach        |
| Mrs. Alma Wheatley      | Marielle Heller        | 2–4       | Svantje Wascher        |
| Harry Beltik            | Harry Melling          | 2, 5–7    | Roman Wolko            |
| Allston Wheatley        | Patrick Kennedy        | 2, 4, 6   | Paul Matzke            |
| Townes                  | Jacob Fortune-Lloyd    | 2–3, 7    | Florian Hoffmann       |
| Benny Watts             | Thomas Brodie-Sangster | 3, 5–7    | Nick Forsberg          |

### Nebenrollen
| Rolle          | Darsteller           | Episoden | Synchronsprecher      |
| -------------- | -------------------- | -------- | --------------------- |
| Cleo           | Millie Brady         | 1, 6     | Alice Bauer           |
| Beths Vater    | Sergio Di Zio        | 1, 7     | Matthias Scherwenikas |
| Annette Packer | Eloise Webb          | 2, 6     | Anja Rybiczka         |
| Margaret       | Dolores Carbonari    | 2–3, 5   | Magdalena Höfner      |
| Matt           | Matthew Dennis Lewis | 2–4, 7   | Sebastian Kluckert    |
| Mike           | Russell Dennis Lewis | 2–4, 7   | Fabian Oscar Wien     |
| Mrs. Borgov    | Janina Elkin         | 4–7      | Janina Elkin          |
| Hilton Wexler  | Ryan Wichert         | 6, 7     | Ryan Wichert          |
| Luschenkow     | Marcus Loges         | 7        | Marcus Loges          |
| Paris Waiter   | Frédéric Vonhof      | 6        | Frédéric Vonhof       |

## Episodenliste
Die Episodentitel entsprechen zentralen Begriffen des Schachspiels.
| Nr. | Deutscher Titel | Originaltitel | Erstveröffentlichung USA | Deutschsprachige Erstveröffentlichung (D/A/CH) | Episodenlänge |
| --- | --------------- | ------------- | ------------------------ | ---------------------------------------------- | ------------- |
| 1 | Eröffnung       | Openings      | 23. Okt. 2020            | 23. Okt. 2020                                  | 59 Min.       |
| Elizabeth „Beth“ Harmon wird zur Waise: Ihre leibliche Mutter, eine frühere Wissenschaftlerin an der Cornell-Universität, stirbt bei einem Autounfall. Beth wird zu einem Waisenhaus gebracht; dort werden den Kindern Beruhigungsmittel verabreicht, um sie fügsam zu machen. Während Beth im Keller Tafelschwämme reinigt, entdeckt sie den Hausmeister William Shaibel, der sich einem Schachspiel widmet. Nach wiederholten Anfragen erklärt er sich widerstrebend bereit, ihr das Spiel zu erklären. Wie die Figuren zu ziehen sind, hatte sie durch aufmerksame Beobachtung bereits allein herausgefunden. Beth ist von dem Spiel besessen und macht schnell Fortschritte. Mr. Shaibel stellt ihr Mr. Ganz vor, den Schachtrainer der lokalen Highschool, gegen den sie ebenfalls souverän gewinnt. Mr. Ganz lädt sie ein, im Simultanschach gegen seinen ganzen Schachklub anzutreten. Ein neues Staatsgesetz wird verabschiedet, das Beruhigungsmittel für Kinder verbietet. Beth hat Entzugserscheinungen. Von ihrer Freundin Jolene mit drei Kapseln Beruhigungsmittel ausgestattet, besiegt sie alle Schachklubspieler mühelos und erzählt Mr. Shaibel vom schwachen Können der Schachklubspieler und vom guten Gefühl, etwas zu gewinnen. Später wird sie erwischt, als sie gerade dabei ist, ein großes Vorratsglas des Medikaments an sich zu nehmen, und bricht mit einer Überdosierung bewusstlos zusammen. |                 |               |                          |                                                |               |
| 2 | Abtausch        | Exchanges     | 23. Okt. 2020            | 23. Okt. 2020                                  | 65 Min.       |
| Wegen des Vorfalls darf Beth nicht mehr mit Mr. Shaibel Schach spielen. Trotzdem lernt sie alle Partien aus einem Schachbuch auswendig und spielt gedanklich ganze Schachpartien durch. Ein paar Jahre später wird Beth von den Wheatleys adoptiert. Als sie für Mrs. Wheatley eine Besorgung erledigt, entdeckt sie, dass ihre Adoptivmutter dieselben Beruhigungskapseln nimmt, die sie damals im Waisenhaus bekam, und zweigt heimlich einen Teil davon für sich ab. Sie entwendet außerdem ein Schachmagazin und findet darin eine Ankündigung für die Kentucky-Landesmeisterschaft 1963. Daraufhin schreibt sie an Mr. Shaibel, der ihr Geld für die Teilnahmegebühr schickt. Während sie sich durch die Partien schlägt, verguckt sie sich in einen späteren Spielgegner, einen jungen Mann namens Townes. Nach dem zweiten Spieltag, an dem erstmals ihre Periode einsetzt, muss Beth zuhause feststellen, dass Mrs. Wheatley von ihrem Ehemann verlassen wurde. Sie befürchtet, dass sie nun zurück ins Waisenhaus muss, aber Mrs. Wheatley schlägt ihr vor, es für sich zu behalten, und einfach so zu tun, als wäre nichts gewesen. Während des finalen Turnierspiels gegen Harry Beltik, den höchstplatzierten Spieler, wird Beth nervös und eilt auf die Damentoilette; dort nimmt sie eine Beruhigungskapsel, danach gewinnt sie das Spiel mit Leichtigkeit, zumal Beltik durch sein spätes Erscheinen zu viel seiner Bedenkzeit verschenkt hatte. Als Mrs. Wheatley von den Preisgeldern erfährt, die man bei den Schachturnieren gewinnen kann, entwickelt sie für sich und Beth den Plan, sich gegenseitig zu unterstützen. |                 |               |                          |                                                |               |
| 3 | Doppelbauer     | Doubled Pawns | 23. Okt. 2020            | 23. Okt. 2020                                  | 46 Min.       |
| Beth gewinnt auch die Cincinnati Open 1963. Sie akzeptiert Mrs. Wheatley als ihre neue Mutter und gewährt ihr 15 % Agentenprovision. Beth fehlt in der Schule, um zu den Turnierorten zu reisen, wo sie sich aufgrund ihrer anhaltenden Erfolge bald einen Namen macht. Einhergehend mit den höheren Preisgeldern, kleidet sie sich auch modischer. Als sie wieder zur Schule geht, wird sie von den Mädchen – die sie anfangs noch ausgegrenzt hatten – vom „Apple Pi Club“ zu einer Party eingeladen. Dort erkennt sie, dass sie mit der typischen Teenagerkultur nichts gemein hat, und flüchtet nach Hause, dabei lässt sie eine Flasche Gin mitgehen. 1966 zieht es Beth zu den US Open in Las Vegas, wo sie wieder auf Townes trifft – dieser ist mittlerweile Zeitungsreporter und berichtet über das Event. Er möchte einen Artikel über sie verfassen; sie geht mit ihm auf sein Hotelzimmer, wo er von ihr Fotos anfertigt. In einem intimen Moment platzt Roger herein, der mit Townes das Hotelzimmer bewohnt. Nach einer Schachpartie mit Townes geht Beth abrupt, noch bevor er die Situation erklären kann. Beth begegnet Benny Watts, der sie auf eine Schwäche in ihrer Partie gegen Beltik aufmerksam macht. Beth ist bestürzt und zweifelt an sich. Am nächsten Tag schafft sie es nicht, gegen Watts zu gewinnen; sie verliert das Spiel und muss sich am Ende den ersten Platz im Turnier mit ihm teilen. |                 |               |                          |                                                |               |
| 4 | Mittelspiel     | Middle Game   | 23. Okt. 2020            | 23. Okt. 2020                                  | 49 Min.       |
| Beth lernt in der Abendschule Russisch. Bei einem Partybesuch raucht sie Marihuana und verliert ihre Jungfräulichkeit an einen der Studenten. Über das Wochenende alleingelassen in dessen Wohnung betrinkt sich Beth mit Alkohol. Später reist sie mit Mrs. Wheatley zu einem internationalen Turnier nach Mexiko-Stadt; letztere verbringt die meiste Zeit mit Manuel, einem langjährigen Brieffreund. Beth tritt gegen mehrere internationale Schachspieler an. Darunter das russische Schach-Wunderkind Georgi Girev – bei einer Hängepartie, die sich über zwei Tage hinzieht. Sie freundet sich außerdem mit Matt und Mike an; die beiden Zwillinge kannte sie noch von ihrem ersten Schachturnier, als die beiden dort den Anmeldeschalter administrierten. Im Aufzug hört Beth ein Gespräch zwischen dem amtierenden Weltmeister Borgov und seinen beiden Beratern in der vollen Aufzugskabine mit. Während diese ihre Schwächen als Spielerin und ihren Alkoholkonsum hervorheben, meint Borgov nur, dass sie eine Waise und ansonsten so wie sie auch sei. Manuel verlässt bald Mrs. Wheatley, so wie es schon zuvor Mr. Wheatley tat. Am nächsten Tag spielt Beth gegen Borgov und verliert in einem intensiven Spiel gegen ihn, nachdem er sie mit einer ungewöhnlichen Eröffnung überraschte. Zurück im Hotelzimmer findet Beth ihre Mutter leblos vor; als Todesursache wird Hepatitis angenommen, möglicherweise verschlimmert durch die Trunksucht. Sie muss nun allein Vorkehrungen für die Rückführung des Sarges und die Beerdigung treffen. Zwar bekommt sie Mr. Wheatley ans Telefon, der lässt sie aber nur wissen, wo das Familiengrab ihrer Mutter liegt, möchte aber ansonsten nichts damit zu tun haben. Er gibt ihr zu verstehen, dass das Haus nun ihr gehöre. |                 |               |                          |                                                |               |
| 5 | Gabel           | Fork          | 23. Okt. 2020            | 23. Okt. 2020                                  | 48 Min.       |
| Beth kehrt in ihre Heimat Kentucky zurück, wo sie mit dem früheren Landesmeister von Kentucky – Harry Beltik – zusammenkommt, den sie fünf Jahre zuvor besiegt hatte. Beltik akzeptiert Beths Vorschlag, bei ihr einzuziehen, und leistet ihr Gesellschaft. Sie verbringen die Zeit mit Schachtraining und kommen sich dabei näher, bis Beltik klar wird, dass Beth das Schachspiel ihm in jeder Beziehung vorziehen wird. Die zwei trennen sich, Beltik hatte Beth sein ganzes Schachwissen beigebracht. Bei der US Schachmeisterschaft 1967 trifft Beth wieder auf das frühere Schach-Wunderkind Benny Watts. Am Abend vor dem Finalspiel, welches zugleich ein Rematch für sie ist, fordert Benny sie zu Schnellschach heraus. Er kann dabei alle Partien für sich entscheiden, bemerkt aber nicht, dass Beth diese Gelegenheit für sich nutzte, um seine Spielschwächen zu studieren. Dies beflügelt Beth am nächsten Tag zu einem Sieg über Benny, und die beiden sprechen anschließend über Beths Zukunft im internationalen Wettkampf. Benny erkennt ihr Potential als Spielerin und ebenso ihre Alkoholsucht. Er lädt Beth nach New York ein, damit sie sich mit ihm als Trainer auf das Pariser Turnier vorbereiten kann. |                 |               |                          |                                                |               |
| 6 | Hängepartie     | Adjournment   | 23. Okt. 2020            | 23. Okt. 2020                                  | 60 Min.       |
| In New York sorgt Benny dafür, dass Beth trocken bleibt. Um ihre Schachfähigkeiten zu erweitern, stellt er ihr ein paar seiner Freunde aus der Schachszene vor. Beth lernt dabei auch Cleo kennen, ein Model, das einst in Benny verknallt war. Kurz darauf schläft Beth bei einer Gelegenheit mit Benny. Schließlich reist Beth zum Turnier nach Paris und kämpft sich dort zum finalen Spiel mit Borgov. Am Vorabend bekommt sie einen Anruf von Cleo, die auch in Paris ist und Beth zu einem Trinkabend verleitet – wodurch sie wieder in ihr Suchtverhalten zurückfällt. Beth wird am nächsten Tag zum Turnierspiel gerufen, hier setzt sich der Beginn der ersten Episode fort. Verkatert verliert sie einmal mehr gegen Borgov. Niedergeschlagen lehnt sie Bennys Angebot ab, mit ihm in New York zu bleiben, und kehrt wieder heim nach Kentucky. Dort erscheint ihr Anwalt zusammen mit ihrem Adoptivvater, der plötzlich doch Ansprüche auf das Haus stellt. Für 7000 Dollar kauft ihm Beth das Haus ab. Nachdem sie das Haus im Innenbereich zunächst komplett umgestaltet, verfällt sie in einen tagelangen Drogen- und Alkoholexzess bis zur Bewusstlosigkeit. Beltik bietet ihr seine Hilfe an, doch Beth lehnt ab – da steht plötzlich ihre Waisenhausfreundin Jolene vor ihrer Tür. |                 |               |                          |                                                |               |
| 7 | Endspiel        | End Game      | 23. Okt. 2020            | 23. Okt. 2020                                  | 68 Min.       |
| Jolene überbringt Beth die Nachricht, dass Mr. Shaibel verstorben ist. Sie gehen gemeinsam zur Beerdigung, und Beth besucht noch ein letztes Mal das Waisenhaus. Als sie im Keller auf Zeitungsausschnitte stößt, die Shaibel an die Wand gepinnt hat und die ihre Karrierestationen nachzeichnen, sowie ein Foto der beiden während ihrer Zeit im Waisenhaus, bricht sie in Tränen aus. Die Erfahrung ermöglicht es Beth, sich mit ihrer Vergangenheit auseinanderzusetzen. Ein Sponsor verlangt von ihr ein öffentliches Statement, mit dessen Inhalt sie sich nicht einverstanden erklärt, so verliert sie die Finanzierung ihres nächsten Turnierantritts in der Sowjetunion. Jolene springt ein und leiht ihr das Geld. Beth reist sodann nach Moskau, um dort an dem angesehenen Schachturnier teilzunehmen. In der Finalpartie ist ihr Gegner Borgov. Beth überrascht ihn, indem sie das Damengambit spielt; nach 36 Zügen wird das Spiel vertagt. Am Abend besucht Townes, der über das Turnierspiel berichtet, Beth im Hotel und es kommt zu einer Aussprache. Am nächsten Morgen erhält Beth einen Telefonanruf von Benny, der ein Team zusammengestellt hat, dem auch Beltik und die Zwillinge angehören, um ihr bei der Analyse der Hängepartie zu helfen. Beth ist für die Hilfe ihrer Freunde dankbar und macht sich reichlich Notizen. Als das Spiel am selben Abend fortgesetzt wird, schlägt sie Borgov. Auf dem Rückweg zum Flughafen steigt Beth aus dem Wagen und macht in einem weißen Mantel einen Spaziergang durch Moskau. Dabei trifft sie in einem Park auf eine schachbegeisterte Gruppe älterer Stadtbewohner, die sie erkennen und zum Schachspielen einladen.                                                                                                |                 |               |                          |                                                |               |

## Schachpartie
Das einzige in (fast) voller Länge gezeigte Spiel ist die Endphase der Partie zwischen Beth Harmon und dem fiktiven russischen Schachweltmeister Vasily Borgov. Die Partie wird nach dem 40. Zug als Hängepartie erst am folgenden Tag zu Ende gespielt. Es wird tatsächlich ein klassisches Damengambit gespielt, das im Mittelspiel zu einer für beide Spieler dynamischen und gefährlichen Situation führt. Bis zum 36. Zug ist die Partie einem Spiel zwischen den Großmeistern Wassyl Iwantschuk und Patrick Wolff (1993) nachgebildet, das remis ausging. Borgov begeht in der gezeigten Variante mit Schwarz einen taktischen Fehler im 44. Zug, der Weiß ein spielentscheidendes Damenopfer erlaubt.

## Rezeption

### Kritiken
Das Damengambit erhielt sehr positive Kritiken. Auf der Seite Rotten Tomatoes hat die Serie eine Bewertung von 96 %. Metacritic, das einen gewichteten Durchschnitt verwendet, hat zu diesem Zeitpunkt einen Metascore von 79 von 100 Punkten vergeben, basierend auf 28 Kritiken.
Theresa Hein schrieb in der Süddeutschen Zeitung, dass zwar die Geschichte einer Emanzipation erzählt werde, aber das feministische Narrativ eher nebenbei ablaufe. Es gehe für sie in der Serie vor allem ums Heranwachsen, um Hochmut und den tiefen Fall und natürlich ums Gewinnen. Heins Fazit lautet: „Quadratisch, logisch, gut.“
Raj Tischbierek meinte in Schach, es sei wohl noch nie ein solcher Aufwand betrieben worden, um Schach realitätsnah darzustellen. Im Großen und Ganzen sei dies gelungen, soweit es überhaupt möglich sei; denn „so, wie es wirklich ist“, könne man Schach eben nicht zeigen – „es würde keinen interessieren“. Herbe Kritik äußerte er aber an der „lausigen“ deutschen Synchronisation, die den Schachjargon völlig sinnentstellend übersetze. Dass beispielsweise „Spiele nachvollzogen“ statt Partien analysiert würden oder dass von einer „Ausstellung“ statt von einer Blindspielvorstellung Paul Morphys die Rede sei, nerve auf Dauer.
Binnen eines Monats wurde die Serie von 62 Millionen Abonnenten gesehen, wodurch Das Damengambit zur bis zu diesem Zeitpunkt erfolgreichsten Miniserie auf Netflix wurde. Außerdem konnte die Produktion hinter Haus des Geldes (65 Millionen Haushalte) und Tiger King (64 Millionen) den dritten Platz der meistgesehenen Netflix-Serien des Jahres 2020 belegen.

### Auszeichnungen
AACTA International Awards 2021
- Auszeichnung als Beste Dramaserie
- Auszeichnung als Beste Seriendarstellerin (Anya Taylor-Joy)[17]

AFI Awards 2021
- Aufnahme ins Fernsehprogramm des Jahres[18]

American Society of Cinematographers Awards 2021
- Auszeichnung in der Kategorie „Fernsehfilm oder Miniserie“ (Steven Meizler für die Folge „Endspiel“)[19]

Art Directors Guild Awards 2021
- Auszeichnung in der Kategorie „Fernsehfilm oder Miniserie“ (Uli Hanisch)[20]

Cinema Audio Society Awards 2021
- Auszeichnung in der Kategorie „Fernsehfilm oder Miniserie“ (Folge „Mittelspiel“)[21]

Costume Designers Guild Awards 2021
- Auszeichnung in der Kategorie „Period Television“ (Gabriele Binder für die Folge „Endspiel“)[22]

Critics’ Choice Television Awards 2021
- Auszeichnung als Beste Miniserie
- Auszeichnung als Beste Hauptdarstellerin in einem Fernsehfilm oder einer Miniserie (Anya Taylor-Joy)
- Nominierung als Beste Nebendarstellerin in einem Fernsehfilm oder einer Miniserie (Marielle Heller)[23]

Directors Guild of America Awards 2021
- Auszeichnung für die Beste Regie bei einem Fernsehfilm oder einer Miniserie (Scott Frank)[24]

Eddie Awards 2021
- Auszeichnung für den Besten Schnitt in einem Fernsehfilm oder einer Miniserie (Michelle Tesoro für die Folge „Abtausch“)[25]

Golden Globe Awards 2021
- Auszeichnung als Beste Miniserie oder bester Fernsehfilm
- Auszeichnung als Beste Hauptdarstellerin in einer Miniserie oder einem Fernsehfilm (Anya Taylor-Joy)

Golden Reel Awards 2021
- Auszeichnung für den Besten Tonschnitt einer Fernsehserie bei der Musik (Folge „Hängepartie“)
- Auszeichnung für den Besten Tonschnitt einer Fernsehserie bei Dialogen (Folge „Endspiel“)
- Auszeichnung für den Besten Tonschnitt einer Fernsehserie bei Effekten (Folge „Endspiel“)[26]

Make-Up Artists and Hair Stylists Guild Awards 2021
- Auszeichnung für das Beste historische Make-up in einer Fernsehserie (Daniel Parker)
- Nominierung für die Besten historischen Frisuren in einer Fernsehserie (Daniel Parker)[27][28]

MTV Movie & TV Awards 2021
- Nominierung für die Beste Schauspielleistung in einer Fernsehserie (Anya Taylor-Joy)[29]

Primetime-Emmy-Verleihung 2021
- Auszeichnung als Beste Miniserie
- Nominierung als Beste Hauptdarstellerin in einer Miniserie (Anya Taylor-Joy)
- Nominierung als Bester Nebendarsteller in einer Miniserie (Thomas Brodie-Sangster)
- Nominierung als Beste Nebendarstellerin in einer Miniserie (Moses Ingram)
- Auszeichnung für die Beste Regie bei einer Miniserie (Scott Frank)
- Nominierung für das Beste Drehbuch einer Miniserie (Scott Frank)
- Auszeichnung für die Beste Kamera in einer Miniserie (Steven Meizler, Folge Endspiel)
- Auszeichnung für die Beste Musik einer Miniserie (Carlos Rafael Rivera, Folge Endspiel)
- Nominierung für das Beste Lied („I Can’t Remember Love“ – Anna Hauss, Robert Wienröder & William Horberg)
- Nominierung für die Beste Musik-Supervision (Randall Poster, Folge Hängepartie)
- Auszeichnung für den Besten Schnitt in einer Miniserie (Michelle Tesoro, Folge Abtausch)
- Auszeichnung für den Besten Tonschnitt in einer Miniserie (u. a. Gregg Swiatlowski & Eric Hirsch, Folge Endspiel)
- Auszeichnung für die Beste Tonmischung in einer Miniserie (Eric Hirsch, Eric Hoehn, Roland Winke & Lawrence Manchester, Folge Endspiel)
- Auszeichnung für das Beste Szenenbild in einer Historien- oder Fantasyserie (Uli Hanisch, Kai Karla Koch & Sabine Schaaf)
- Auszeichnung für das Beste Casting in einer Miniserie (Ellen Lewis, Kate Sprance, Olivia Scott-Webb, Tina Gerussi, Anna-Lena Slater, Tatjana Moutchnik & Stephanie Maile)
- Auszeichnung für die Besten historischen Kostüme (Gabriele Binder, Gina Krauss, Katrin Hoffmann, Nanrose Buchmann & Sparka Lee Hall, Folge Endspiel)
- Auszeichnung für das Beste historische Make-up (Daniel Parker, Folge Hängepartie)
- Nominierung für das Beste Vorspanndesign (Saskia Marka & David Whyte)[30]

Producers Guild of America Awards 2021
- Auszeichnung als Beste Miniserie (William Horberg, Allan Scott, Scott Frank, Marcus Loges und Mick Aniceto)[31]

Satellite Awards 2020
- Nominierung als Beste Miniserie
- Nominierung als Beste Darstellerin in einer Miniserie oder einem Fernsehfilm (Anya Taylor-Joy)

Screen Actors Guild Awards 2021
- Auszeichnung als Beste Darstellerin in einem Fernsehfilm oder einer Miniserie (Anya Taylor-Joy)
- Nominierung als Bester Darsteller in einem Fernsehfilm oder einer Miniserie (Bill Camp)

South by Southwest (SXSW) 2021
- Auszeichnung für das Beste Titeldesign für Saskia Marka

USC Scripter Awards 2021
- Auszeichnung als Bester Drehbuchautor (Scott Frank für die Folge „Eröffnung“)[32]

Writers Guild Awards 2021
- Auszeichnung in der Kategorie Adapted Long Form (Scott Frank und Allan Scott)[33]

ADC Awards 2021
- Auszeichnung (Bronze Cube) in der Kategorie Motion / Film / Title Sequences für Saskia Marka

## Vergleichbare Werke
Walter Tevis’ Kurzroman „Das Damengambit“ – und dementsprechend auch die Verfilmung – hat einige Gemeinsamkeiten mit Stefan Zweigs 1943 veröffentlichter Schachnovelle und deren Verfilmungen, von 1960 und von 2021. In diesen Werken hat das Schachspiel eine rettende Wirkung für die Hauptfigur. Die schachspielenden Protagonisten, Beth Harmon im Damengambit und Dr. B. in der Schachnovelle, eignen sich Wissen aus einem Buch über das Schachspiel an und erlangen und vervollkommnen ihr Können vor allem durch das Spielen im Kopf. Weiter ist die Frage nach einem Zusammenhang von Genie und Wahnsinn in beiden Werken Thema. Auch Vladimir Nabokovs 1930 erschienener Roman Lushins Verteidigung behandelt den Gedanken einer Verbindung zwischen Schach und Wahn.